# الحارث بن سريج
أبو حاتم، الحارِث بن سُرَيج بن يَزيد من بني مجاشع بن دارم التميمي (… ـ 128 هـ، … ـ 746 م)، عربي من قبيلة تميم، ثار على الدولة الأموية بخراسان عدة مرات في عهد الخليفة هشام بن عبد الملك، مدعياً ظلم الدولة الأموية، وزعم أنه يدعو إلى الكتاب والسنة، وأنه صاحب الرايات السود ، قُتل أمام سور مرو سنة 128 هـ.

## بداية ثورته
في عام 116 هـ، خرج الحارث بن سريج على أمير خراسان عاصم بن عبد الله، وزعم أنه يدعو إلى الكتاب والسُنّة، وأنه صاحب الرايات السود، واعداً ألا تؤخذ الجزية من الذين اعتنقوا الإسلام وألا يظلم أحد، واستولى على بعض البلاد من خراسان ، فقد سار من الفارياب إلى بلخ فدخلها، ثم إلى الجوزجان (كورة من كور بلخ) فغلب عليها وعلى الطالَقان (بلدة بخراسان) ومرو الروذ، فلما أراد السير إلى مرو قصبة خراسان نصحه أصحابه ألا يفعل «لأن مرو بيضة خراسان وفرسانهم كثر»، وأشاروا عليه أن يقيم حيث هو فإن أتوه قاتلهم، وإن أقاموا قطع عنهم المؤن والإمدادات. وسار إلى مرو في جيش كبير، فهزمه عاصم بن عبد الله والي خراسان، وغرق الكثير من أصحابه في أنهار مرو وفي النهر الأعظم جيحون ولم يبق مع الحارث سوى زهاء ثلاثة آلاف.

## بعد الهزيمة الأولى
حين ولَّى هشام بن عبد الملك اسد بن عبد الله القسري ولاية خراسان، أرسل جديع بن علي الكَرماني إلى القلعة التي فيها أهل الحارث وأصحابه واسمها التبوشكان من طخارستان العليا، فحاصرهم الكرماني حتى فتحها وسبى عامة أهل الحارث من الموالي وذراريهم وباعهم في سوق بلخ، فانضم الحارث إلى خاقان الترك في الحرب التي نشبت بين أسد بن عبد الله وخاقان الترك سنة 119 هـ - 737 م.

## في عهد الخليفة يزيد بن الوليد
بقي الحارث في بلاد الترك حتى سنة 126هـ - 743م، فلما وقعت العصبية في خراسان بين الوالي نصر بن سيار (120-131هـ) وجُديع بن علي الكرماني من اليمانية خاف نصر قدوم الحارث عليه في أصحابه من الترك فيكون أشد عليه من الكرماني وغيره وطمع أن يناصحه، فأرسل نصر إلى الخليفة يزيد بن الوليد (125-126هـ/742-743م) فأخذ منه للحارث أماناً، فعاد الحارث إلى خراسان سنة 127هـ وأقام بمرو الروذ ورد عليه نصر ما أخذ له، وعرض عليه أن يوليه ويعطيه مئة ألف دينار فلم يقبل وأرسل إلى نصر يقول: «لست من الدنيا واللذات في شيء إنما أسألك كتاب الله والعمل بالسنة وأن تستعمل أهل الخير فإن فعلت ساعدتك على عدوك» وأرسل الحارث إلى الكرماني يخبره بأنه إذا أعطاه نصر العمل بالكتاب وما سأله عاضده، وقام بأمره، وإن لم يفعل فإنه سوف يعينه (أي الكرماني) إن ضمن له القيام بالعدل والسنة.

## بعد تولي مروان بن محمد الخلافة
لما صارت الخلافة إلى مروان بن محمد وبايعه نصر بن سيار. امتنع الحارث من البيعة، فأرسل إليه نصر يدعوه إلى الجماعة وينهاه عن الفرقة وإطماع العدو، ويعطيه ثلاثمئة ألف دينار فلم يقبل، ثم عرض عليه أن يبدأ بالكرماني فإن قتله فإنه في طاعته فلم يفعل، وانضم الحارث إلى الكرماني الذي هزم نصراً ودخل مرو وأمَّن الناس، إلا أنه هدم الدور ونهب الأموال فأنكر عليه الحارث ذلك ونبذ تحالفه معه وحاربه مع من انضم إليه من تميم ومضر في شهر رجب سنة 128 هـ  وقُتل الحارث وأخوه، وصفت مرو لليمانية فهدموا دور المضرية، ولما بلغ نصر بن سيار مقتل الحارث قال:
وبعد تبين قتله، أمر الكرماني بصلب الحارث بلا رأس على باب مرو.